# روونا (ناحیه پلهریموف)
روونا (به چکی: Rovná) یک منطقهٔ مسکونی در جمهوری چک است که در ناحیه پلهریموو واقع شده‌است. روونا ۴٫۲۹ کیلومتر مربع مساحت و ۵۹ نفر جمعیت دارد و ۴۹۵ متر بالاتر از سطح دریا واقع شده‌است.